# Associação Desportiva Atlética do Paraná
L'Associação Desportiva Atlética do Paraná, noto anche semplicemente come ADAP, era una società calcistica brasiliana con sede nella città di Campo Mourão, nello stato del Paraná.

## Storia
Il 5 giugno 1999, il club è stato fondato dai fratelli Adilson e Avanilton Batista Prado. Il club inizialmente aveva sede nella città di Jacarezinho.
Nel gennaio 2002, l'ADAP si trasferì nella città di Campo Mourão, dopo l'iniziativa del sindaco della città, Tauilio Tezelli. In quello stesso anno, il club è stato finalista del Campeonato Paranaense Série A-2 (terza divisione del Campionato Paranaense). L'ADAP venne sconfitto dal Dois Vizinhos in finale.
Nel 2003, a causa di problemi finanziari del Ponta Grossa, il posto nel Campionato Paranaense fu venduto all'ADAP. L'ADAP partecipò alla competizione rappresentando Ponta Grossa, e terminò al 13º posto nella competizione. L'ADAP assunse il nome di Adap-Ponta Grossa nella competizione. Il club terminò al 3º posto nella Série A-2 (la seconda divisione).
Nel 2004, l'ADAP ha sostituito ancora una volta il Ponta Grossa nel Campionato Paranaense, e il club venne eliminato alla seconda fase. Tuttavia, l'ADAP non rappresentò la città di Ponta Grossa a quel momento.
Nel 2005, l'ADAP venne eliminato alla seconda fase del Campionato Paranaense, equivalente dei quarti di finale. Il club fu eliminato dall'Iraty ai calci di rigore.
Nel 2006, il club è stato finalista del Campionato Paranaense. Il club venne sconfitto dal Paraná in finale.
Nel novembre 2006, l'ADAP e il Galo Maringá si fusero e il nuovo club assunse il nome di ADAP/Galo Maringá Futebol Clube.